# Eyersheim

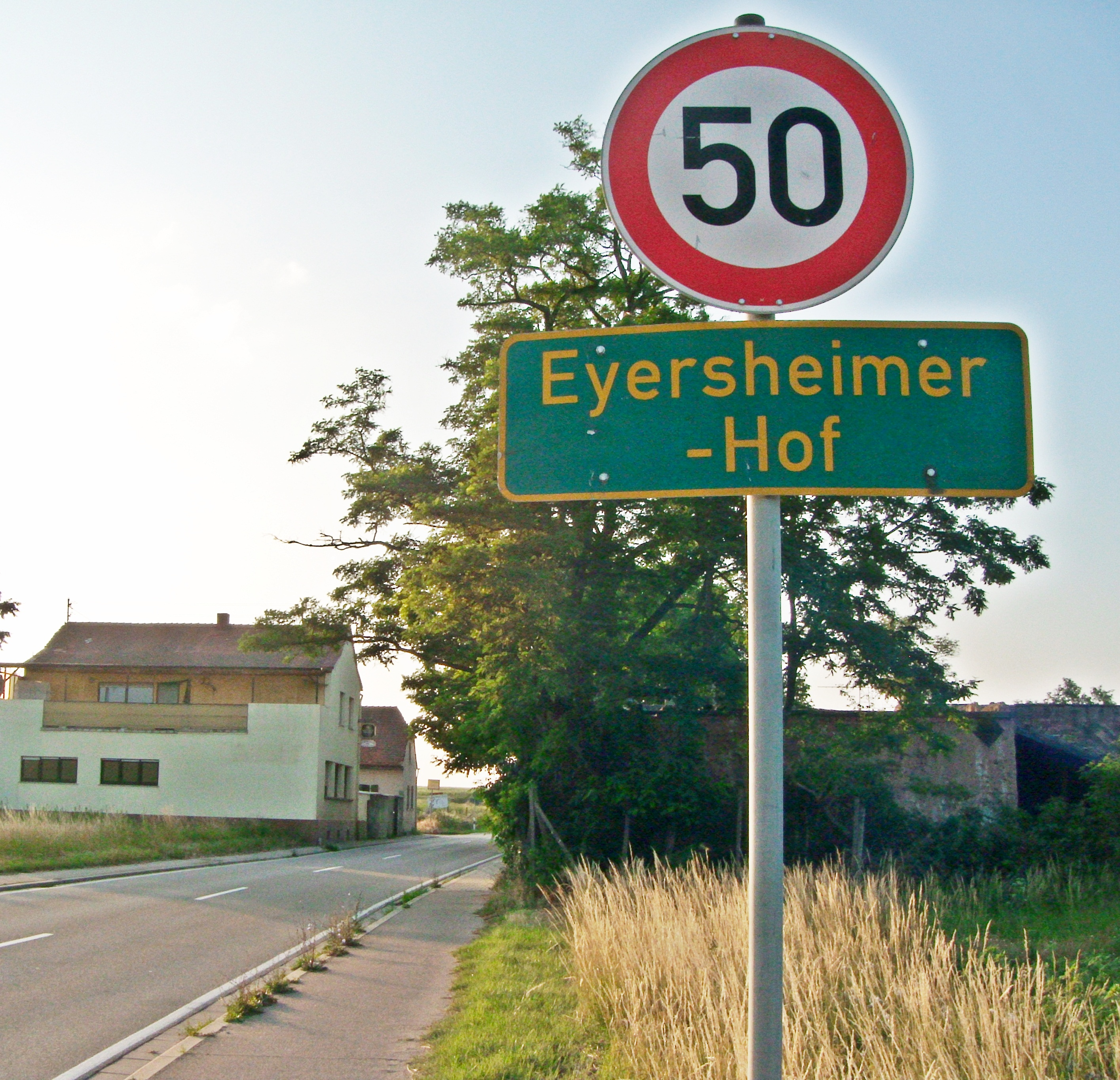
Eyersheimer Hof von Süden, mit Ortsschild

Eyersheim ist ein untergegangenes Dorf im rheinland-pfälzischen Landkreis Bad Dürkheim auf dessen Gebiet sich als Reste die Gehöfte Eyersheimer Hof und Eyersheimer Mühle erhalten haben. Sie gehören heute zu Weisenheim am Sand. Der südliche Teil der ehemaligen Dorfgemarkung liegt schon im Rhein-Pfalz-Kreis und es entstand darauf im 20. Jahrhundert der Ort Birkenheide.

## Lage

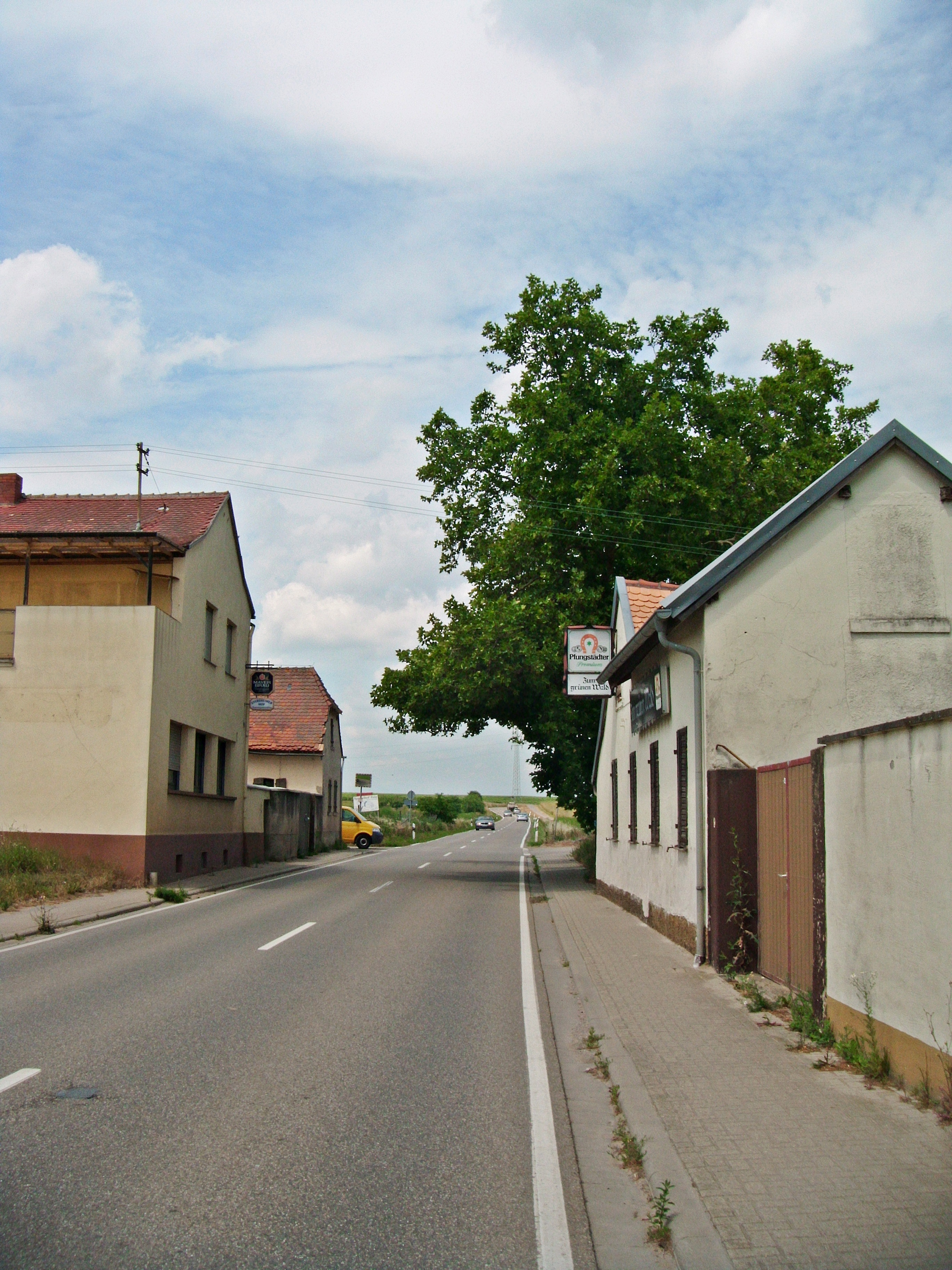
Eyersheimer Hof von Süden

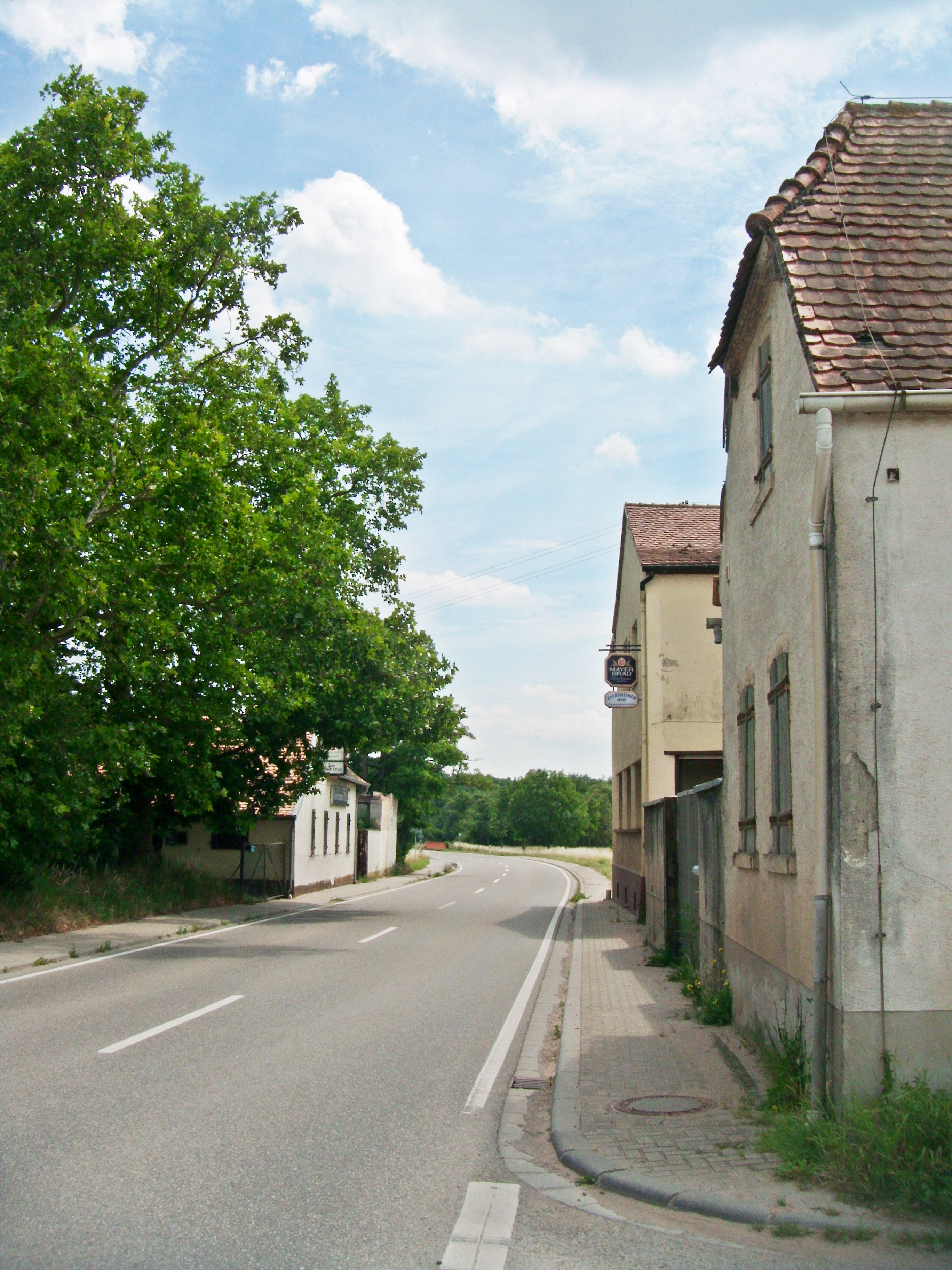
Eyersheimer Hof von Norden

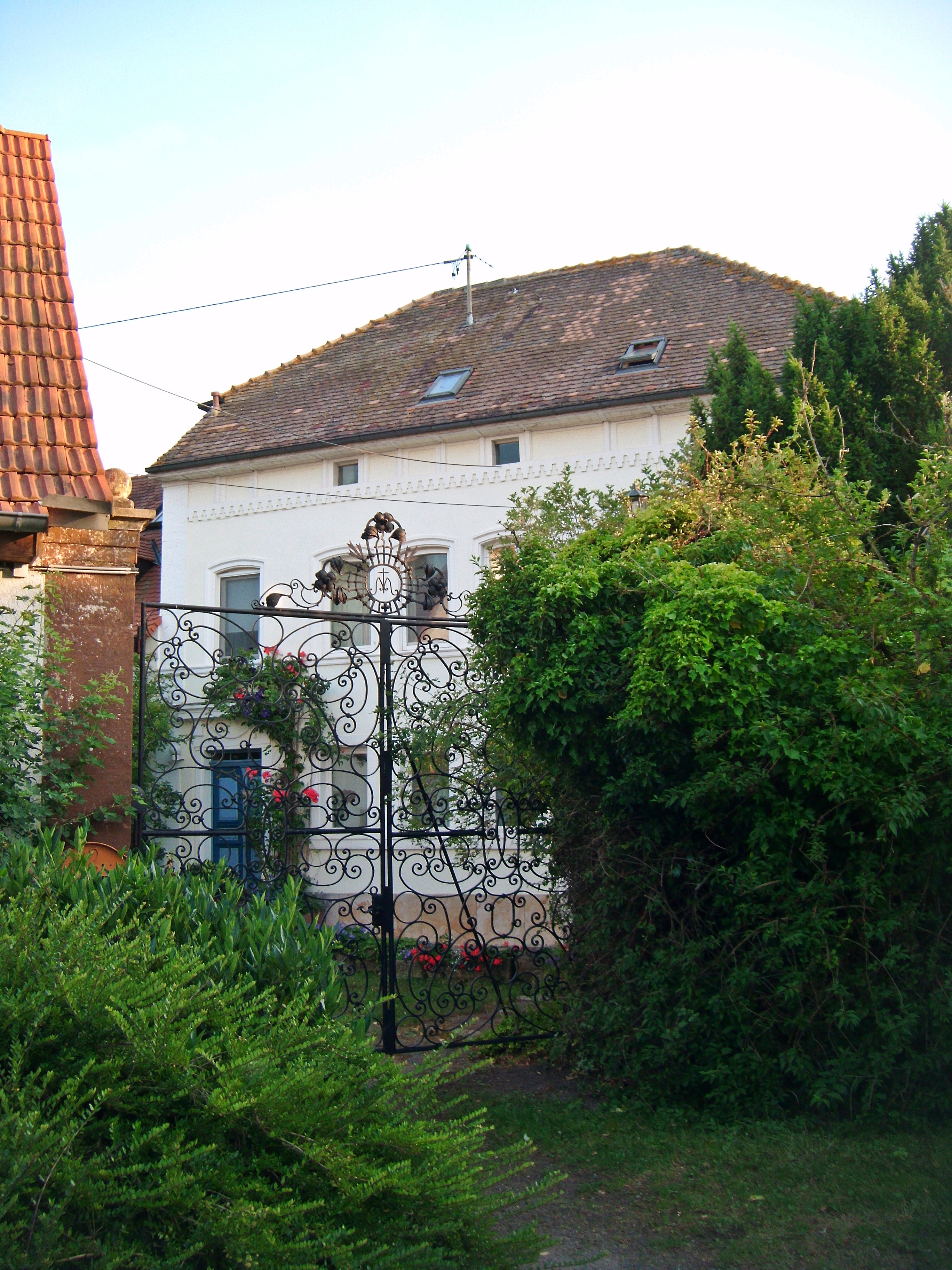
Eyersheimer Mühle, Hauptgebäude

Die beiden Gehöfte gehören heute zu Weisenheim am Sand und befinden sich südlich des Dorfes, in Richtung Maxdorf bzw. Birkenheide, am Nordufer der von West nach Ost fließenden Isenach. Der Eyersheimer Hof liegt zu beiden Seiten der Landesstraße 454, die Eyersheimer Mühle leicht westlich davon, in Richtung Erpolzheim.

## Heutiger Baubestand
Der Eyersheimer Hof umfasst zwei größere Wohngebäude östlich und westlich der Landesstraße 454, beide waren zuletzt Gaststätten, sind aber inzwischen geschlossen. Die Bauten gehören überwiegend dem 19. Jahrhundert an; westlich dahinter wurde in jüngster Zeit ein neues Haus errichtet.
Die Eyersheimer Mühle besteht aus einem mehrfach um- und überbauten Hofkomplex, dessen Haupthaus dem Klassizismus zuzurechnen ist. Östlich davon wurde ebenfalls ein allein stehender Neubau errichtet.

## Geschichte
Im Bereich der Eyersheimer Mühle hat man im 19. und 20. Jahrhundert bedeutende neolithische Funde gemacht, die 1907 als Eyersheimer Typus bezeichnet werden. Walther Bremer verfasste ein Lemma für Eberts Reallexikon. Viele hier entdeckte Artefakte sind im Historischen Museum der Pfalz zu Speyer ausgestellt.
Eyersheim (auch Agrisheim, Aygersheim oder Eygersheim) wird schon in frühen Urkunden des Klosters Weißenburg erwähnt und hatte eine Gemarkung von 900 Morgen, großteils jedoch Sumpf- oder Sandgelände. Im „Liber possessionum“ (um 800) ist festgehalten, dass 10 Höfe in Eyersheim für den Konvent Pflug-, Fuhr- und Wachdienste, aber auch Treideldienste auf dem Rhein zu leisten hatten. 991 eignete sich Graf Otto von Worms 68 Weißenburger Dörfer an, worunter sich auch Eyersheim befand. Über ihn gelangten die Besitzrechte an die Herren von Bolanden. Eine Kirche wird dort erstmals in Urkunden des 12. Jahrhunderts erwähnt und gehörte zum Bistum Worms sowie zum Archidiakonat des Wormser Dompropstes. Der Pfarrsatz stand damals ebenfalls den Bolandern zu, welche ihn um 1220 dem Kloster Enkenbach überließen, das schließlich zum dominierenden Eigentümer in Eyersheim wurde.
Noch im 15. Jahrhundert wird der Pfarrsatz und ein Hubgericht des Ortes erwähnt, ebenso wurde damals die Gemarkung neu ausgesteint. Spätestens mit der Reformation und der Auflösung des Klosters Enkenbach scheint auch Eyersheim im 16. Jahrhundert als Dorf untergegangen zu sein. Die Enkenbacher Besitztümer fielen an die Kurpfalz, welche die Schutzherrschaft des Konvents innehatte. 1555 sprach das kurpfälzische Hofgericht in Heidelberg die gesamte Gemarkung des damals nicht mehr existenten Dorfes der Gemeinde Weisenheim am Sand zu.
Ein an der Hauptstraße von Weisenheim nach Speyer gelegener Ortsrest (Eyersheimer Hof) und die Dorfmühle überlebten den Untergang. Die abgelegene Mühle war im 16. und 17. Jahrhundert ein Refugium für die verfolgten Wiedertäufer. Im 18. Jahrhundert gingen die Weiler von der Kurpfalz an die Freiherrn von Hallberg über, nach Ende der Feudalzeit kamen die Liegenschaften in Privatbesitz.

## Die „Hundert Morgen“
Die zur südlichen Ortsgemarkung und zum Enkenbacher Klosterbesitz gehörende „Sandige Weide“ durften die Gemeinden Weisenheim und Lambsheim von alters her für ihr Vieh nutzen. 1471 hatte die Kurpfalz beiden Gemeinden ein gemeinschaftliches Weiderecht daran zugesprochen. Als nach dem Untergang von Kloster Enkenbach und Dorf Eyersheim dessen komplette Gemarkung dem Ort Weisenheim zufiel, brach über die Weiderechte ein heftiger Streit aus, der bis 1772 fortdauerte. Damals erhielt Lambsheim durch Entscheid des kurpfälzischen Oberamts Alzey die alleinigen Weiderechte an 100 Morgen der südlichen Eyersheimer Gemarkung. Auf diesem Gelände, das 1936 auch in das Eigentum der Ortsgemeinde Lambsheim überging, entstand ab jenem Jahr die „Großsiedlung Hundertmorgen“, das spätere Birkenheide. Dort gibt es heute sowohl eine Eyersheimer-, als auch eine Hundertmorgenstraße. Das Mühlrad im Ortswappen Birkenheide symbolisiert die Eyersheimer Mühle.

## Die Käskönig-Abgabe

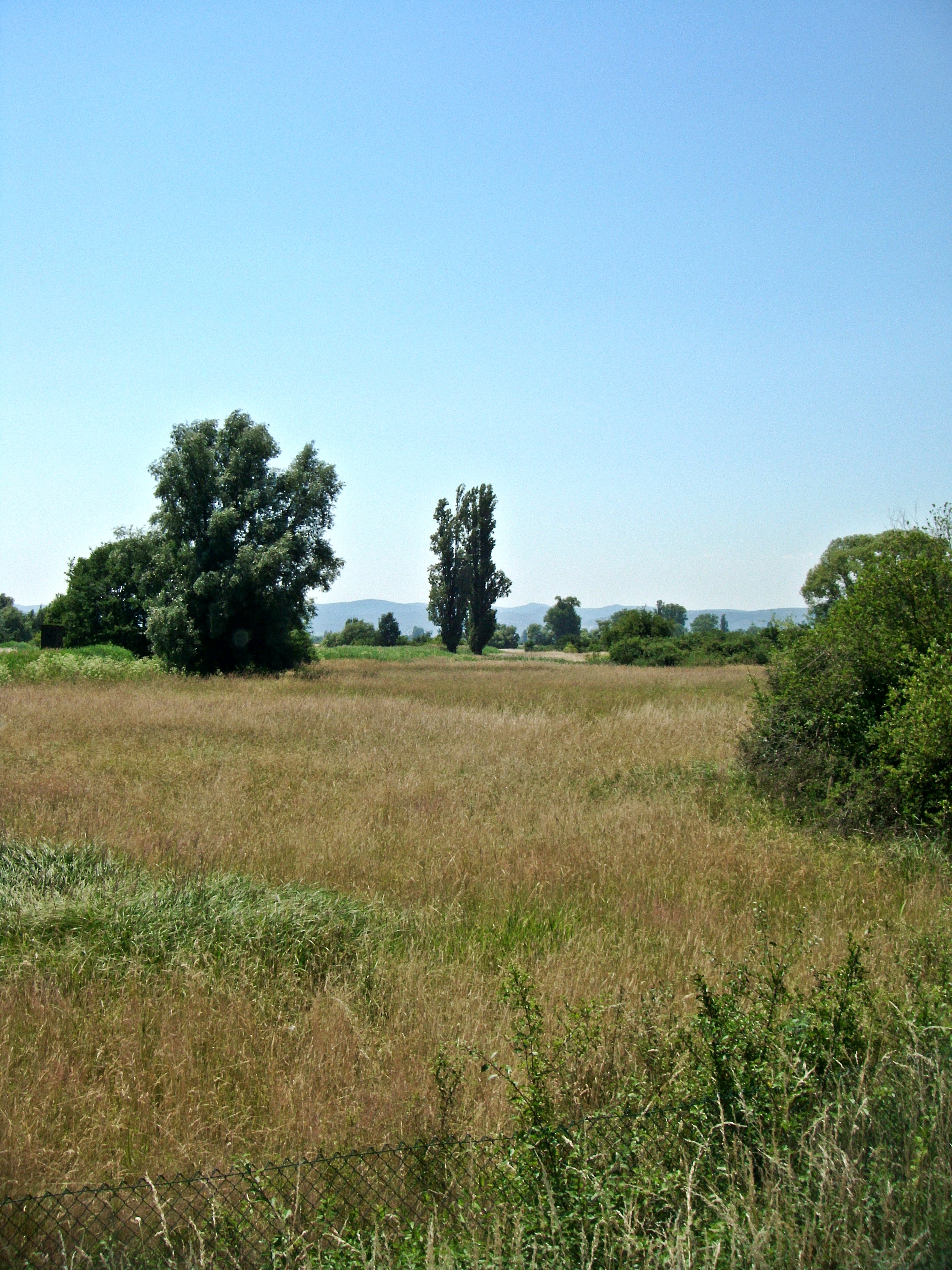
Östliches Ende des Dürkheimer Bruchs, beim Eyersheimer Hof

Bereits 1258 gewährte der Abt des Klosters Limburg dem Enkenbacher Klosterhof in Eyersheim Weiderechte im Dürkheimer Bruch. Dieser war von der Abtei der Gemeinde Dürkheim als Allmende überlassen worden und die Gemeinde beteiligte, gegen eine Gebühr, auch Nachbardörfer an diesem Recht. Alljährlich am Pfingstmontag ritt ein Beauftragter umher, um die dafür fälligen Abgaben einzusammeln. Da sie neben Geld zumeist in Käse bestanden, wurde der Sammler auch als „Käskönig“ bezeichnet. Jener Brauch existierte noch bis zum Ende des 18. Jahrhunderts, als es Eyersheim schon längst nicht mehr gab. Michael Frey hält in seiner „Beschreibung des Rheinkreises“ fest, dass der Müller auf der Eyersheimer Mühle als Einzelabgabe nur 15 Albus und einen Käse zu entrichten hatte. Der Inhaber des Eyersheimer Hofes, auf den die Verpflichtungen des ehemaligen Dorfes übergegangen waren, musste hingegen 15 Albus und 32 Käse entgelten. Karl Geib schreibt in seinem „Reisehandbuch durch alle Teile der königlich bayerischen Rheinpfalz“, der Eyersheimer Hof sei der Endpunkt des alljährlichen Käskönig-Rittes gewesen, wo eine „ländliche Lustbarkeit“ stattgefunden habe, bevor der Käskönig wieder nach Bad Dürkheim zurückkehrte. In Erinnerung an den historischen Brauch gibt es heute in Bad Dürkheim das Käskönigfest.

## Die Sage vom Eyersheimer Müller

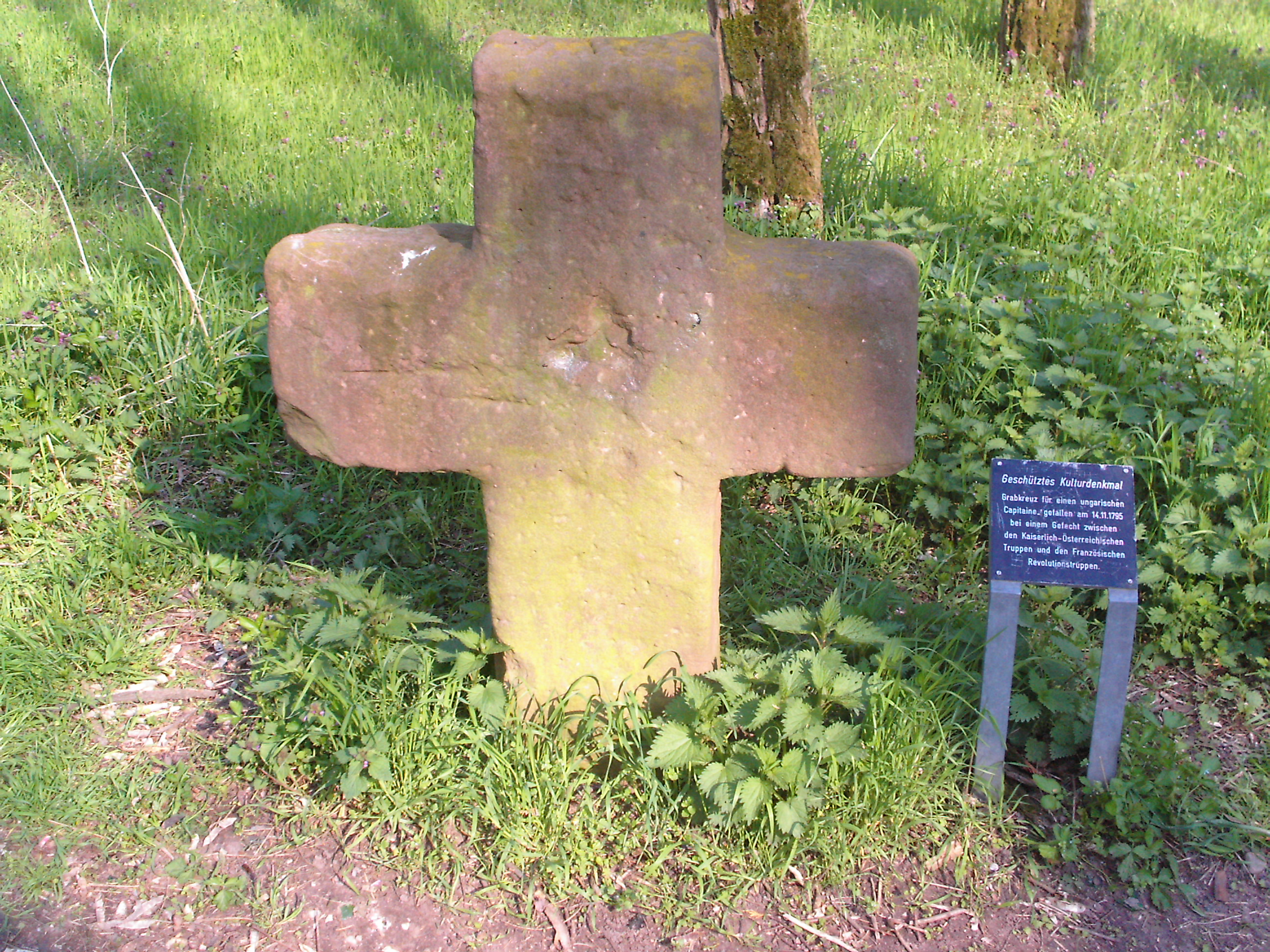
Das Kreuz zwischen Eyersheimer Hof und Lambsheim

In Lambsheim existiert eine Volkssage, die sich auf den Müller von der Eyersheimer Mühle und ein mittelalterliches Steinkreuz an der Isenach bezieht.
Das Kreuz steht unweit der Stelle, wo die alte Heerstraße (Verlängerung der Neustadter Str., Lambsheim) die Isenach überquert, etwa auf halbem Weg zwischen dem ehemaligen Eyersheim und Lambsheim. Es handelt sich um ein niedriges, aus einem Stück gefertigtes Sandsteinkreuz, von 86 cm Höhe. Es wird öfter auch mit einem 1795 gefallenen Offizier des Gefechtes bei Lambsheim in Verbindung gebracht, ist jedoch wesentlich älter.
Laut der Sage soll das Kreuz vom Lambsheimer Müller aus einem Mühlstein gefertigt worden sein, im Gedenken an seine aus Liebeskummer umgekommene Tochter. Diese habe einen Schafhirten geliebt, sei aber von dem reichen Eyersheimer Müllersohn begehrt worden, der schließlich ihren Vater dazu brachte, die Verlobung zwischen beiden auszurichten. Als die Müllerstochter einige Zeit danach den geliebten Schafhirten auf der Heide zwischen Eyersheim und Lambsheim treffen wollte, fand sie dort einen anderen, der ihr mitteilte, ihr Freund sei aus Kummer über das Verlöbnis gestorben. Das habe die Müllerstochter so getroffen, dass sie weinend wegrannte, nie mehr gefunden wurde und auf ungeklärte Weise umkam. Der verantwortliche Eyersheimer Müller soll auch als Toter keine Ruhe gefunden haben und später als Geist auf seiner Mühle bzw. an der Isenach und an dem besagten Kreuz umgegangen sein.

## Fotos

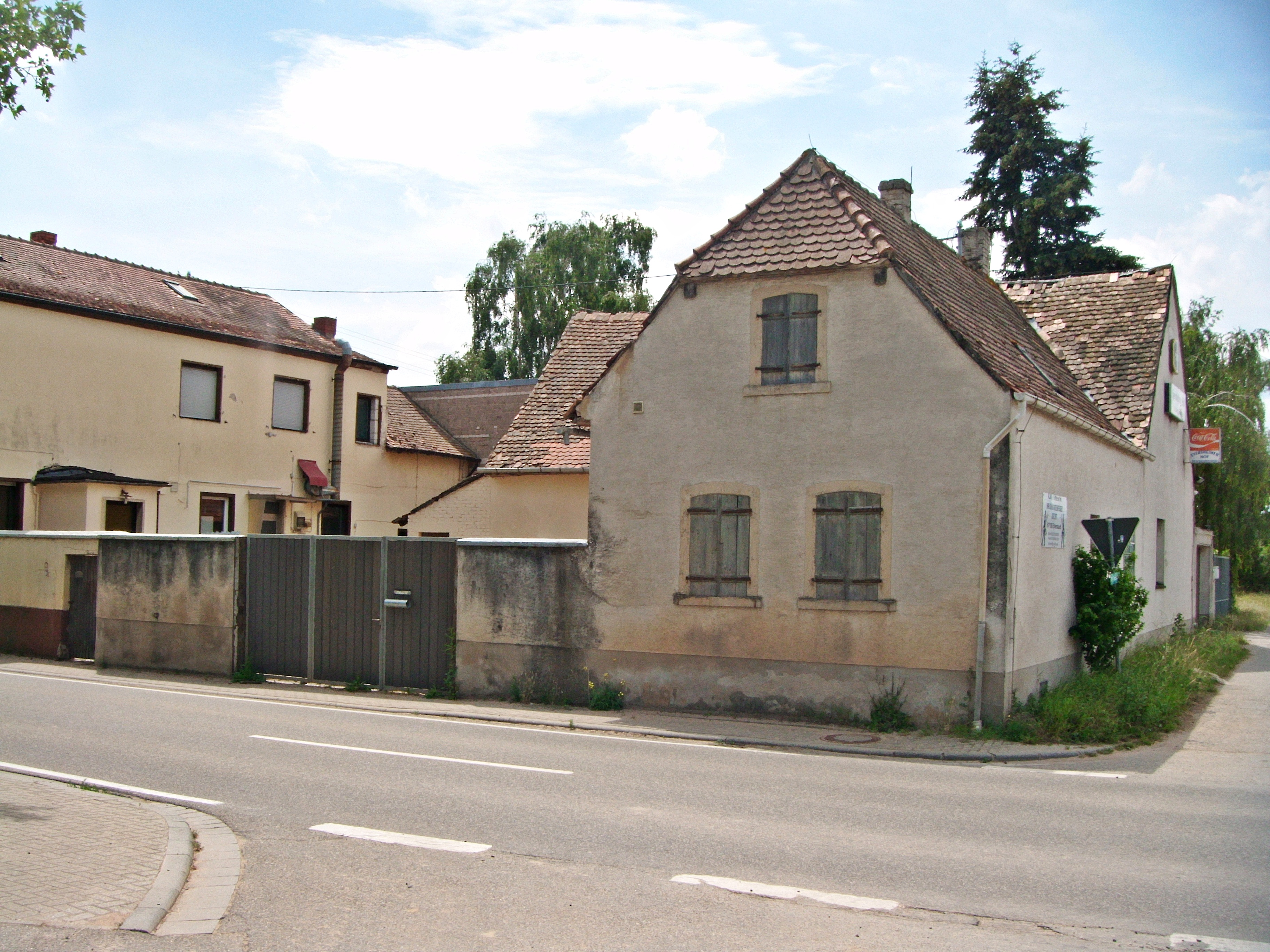
Eyersheimer Hof, Hauptgebäude von Osten
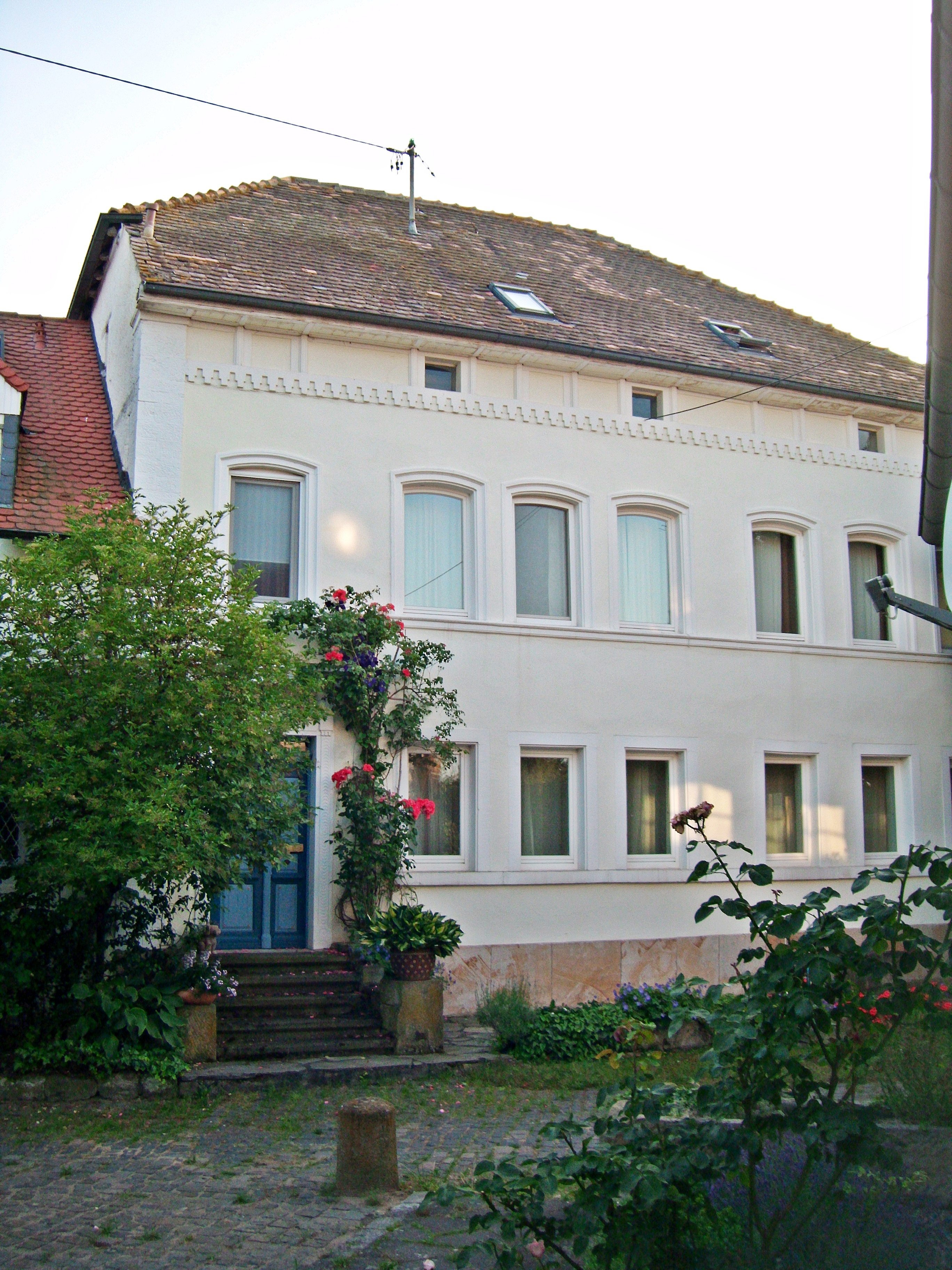
Eyersheimer Mühle Hauptgebäude
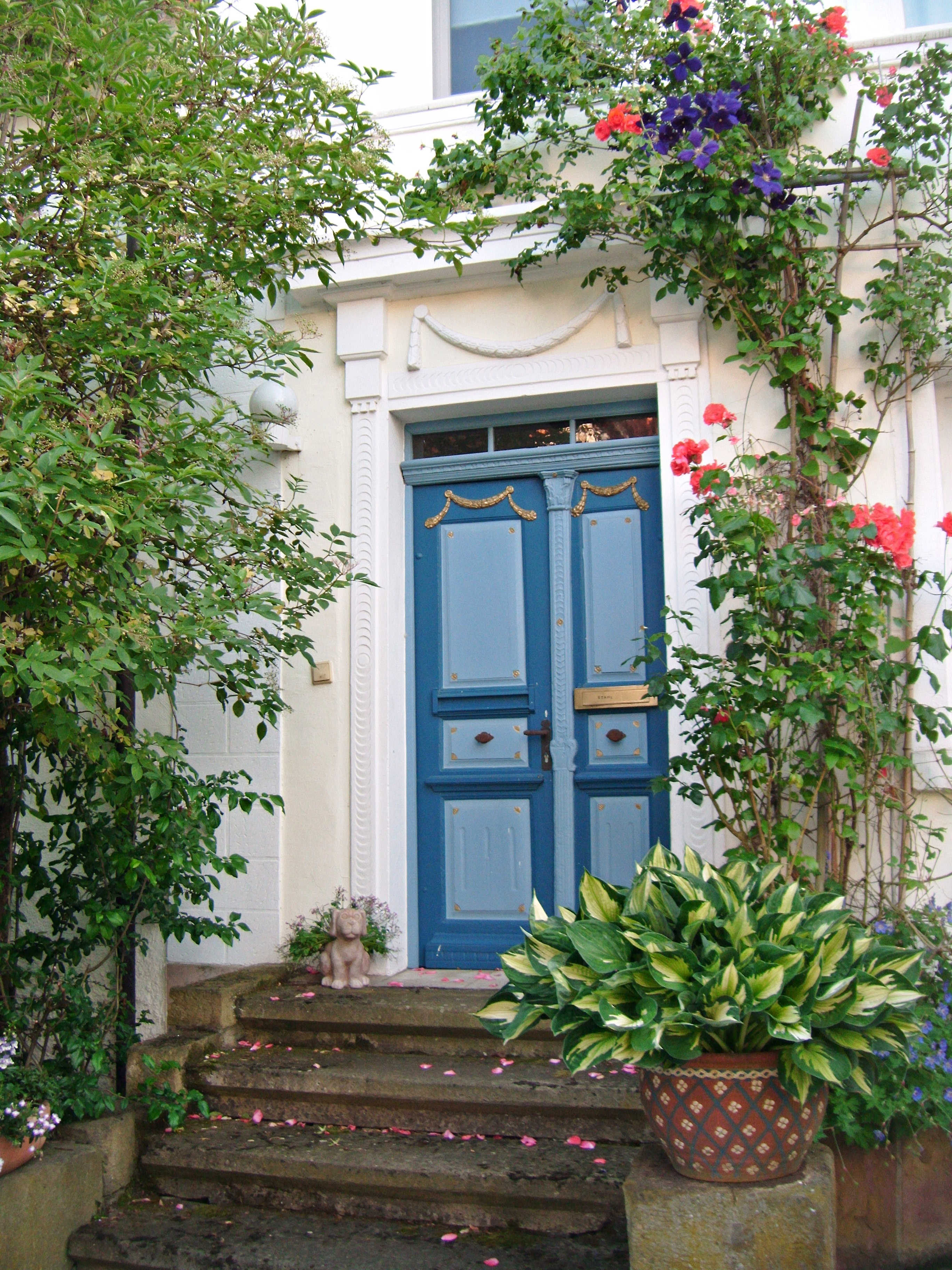
Eyersheimer Mühle, klassizistisches Hauptportal
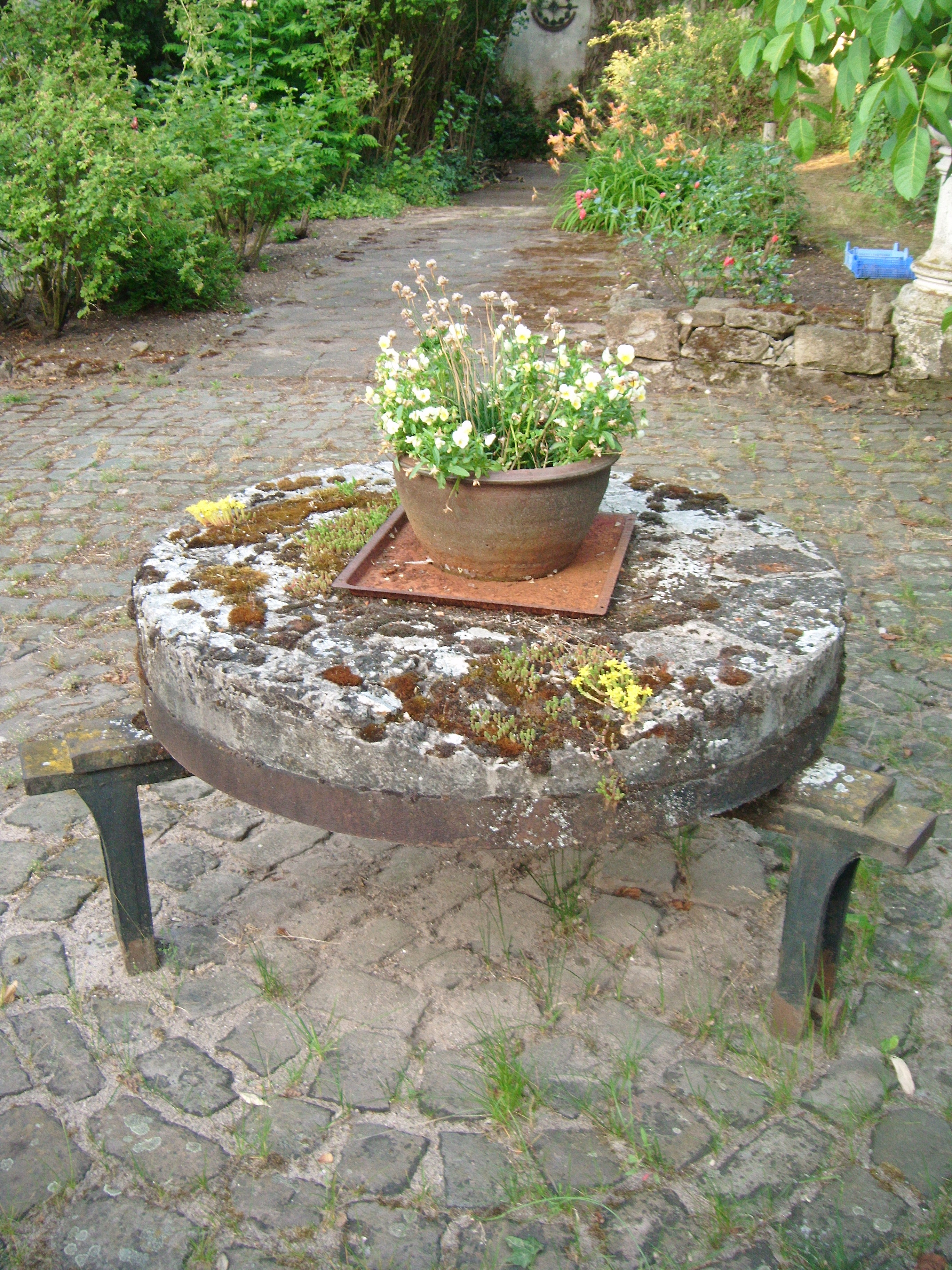
Eyersheimer Mühle, alter Mühlstein